# Clambus bispilus
Clambus bispilus is een keversoort uit de familie oprolkogeltjes (Clambidae). De wetenschappelijke naam van de soort werd in 1995 gepubliceerd door Sebastian Endrödy-Younga.